# شکرالله رفیعی
شکرالله رفیعی (زاده اسفند ۱۲۹۹ – درگذشته ۳۰ دی ۱۳۷۷) کارگردان، مدیر فیلم‌برداری، تهیه‌کننده و تدوین‌گر اهل ایران بود.

## زندگی‌نامه
او در اسفندماه ۱۲۹۹ با نام کامل شکرالله رفیعی طاری در قریهٔ طار نطنز از توابع کاشان زاده شد‌. وی کار هنری خود را با عکاسی شروع کرد. او فعالیت در سینما را با فیلم روزنه امید در سال ۱۳۳۷ به عنوان عکاس آغاز کرد. وی در سال ۱۳۳۸ با مشارکت احمد شیرازی، مجید محسنی، رضا کریمی، مهدی امیرقاسم خانی و عزیزالله رفیعی استودیو دوبلاژ «مهرگان فیلم» را تأسیس کرد که تا سال ۱۳۶۰ فعال بود. شکرالله همچنین برادر نعمت‌الله رفیعی (تهیه‌کننده و فیلمبردار) و عزیزالله رفیعی (کارگردان) است. وی سرانجام در سن ۷۷ سالگی در تاریخ ۳۰ دی ۱۳۷۷ بر اثر سکته قلبی درگذشت.

## کارگردان
- حریص (۱۳۵۲)
- شانس بزرگ (۱۳۴۴)

## تهیه‌کننده
- باغ بلور (۱۳۵۷)
- حریص (۱۳۵۲)
- مطرب (۱۳۵۱)
- دو دل و یک دلبر (۱۳۴۸)
- مردی در قفس (۱۳۴۴)
- عروس فرنگی (۱۳۴۳)
- مسافری از بهشت (۱۳۴۲)
- دختران حوا (۱۳۴۰)
- گرگ صحرا (۱۳۴۰)
- مرغابی سرخ کرده (۱۳۴۰)
- آینه تاکسی (۱۳۳۹)
- صفرعلی (۱۳۳۹)

## مدیر فیلم‌برداری
- آقای لر به شهر می‌رود (۱۳۵۶)
- روزهای بی‌خبری (۱۳۵۶)
- نان و نمک (۱۳۵۶)
- رامشگر (۱۳۵۵)
- قادر (۱۳۵۵)
- جنجال (۱۳۵۴)
- عبور از مرز زندگی (۱۳۵۴)
- گلنسا در پاریس (۱۳۵۳)
- میرم بابا بخرم (۱۳۵۳)
- یاور (۱۳۵۳)
- بی‌قرار (۱۳۵۲)
- بیگانه (۱۳۵۲)
- حریص (۱۳۵۲)
- اعجوبه‌ها (۱۳۵۱)
- گذر اکبر (۱۳۵۱)
- مطرب (۱۳۵۱)
- ملا ممد جان (۱۳۵۰)
- شکار شوهر (۱۳۴۷)
- شانس بزرگ (۱۳۴۴)

## تدوین
- بر فراز آسمان‌ها (۱۳۵۷)
- آقای لر به شهر می‌رود (۱۳۵۶)
- روزهای بی‌خبری (۱۳۵۶)
- نان و نمک (۱۳۵۶)
- تیرانداز (۱۳۵۴)
- میرم بابا بخرم (۱۳۵۳)
- یاور (۱۳۵۳)
- حریص (۱۳۵۲)
- گذر اکبر (۱۳۵۱)
- شکار شوهر (۱۳۴۷)
- نیم وجبی (۱۳۴۶)
- پروفسور نخاله (۱۳۴۵)
- یک قدم تا بهشت (۱۳۴۵)
- مردی در قفس (۱۳۴۴)
- عروس فرنگی (۱۳۴۳)
- مسافری از بهشت (۱۳۴۲)